# 胡敦河
胡敦河是俄羅斯的河流，屬於烏達河的左支流，由布里亞特共和國負責管轄，河道全長210公里，流域面積7,800平方公里，河水主要來雨水和融雪，每年十一月至翌年五月結冰。